# Philip Rogers
Philip John Rogers, znany jako Phil Rogers (ur. 24 kwietnia 1971 w Adelaide) – australijski pływak specjalizujący się w stylu klasycznym, medalista olimpijski i mistrzostw świata.
Jego największym sukcesem są 2 brązowe medale IO.